# Chattanooga
Chattanooga est la quatrième ville de l’État du Tennessee, aux États-Unis, et le siège du comté de Hamilton. Lors du recensement de 2010, Chattanooga avait une population de 167 674 habitants intra muros et de 528 143 dans sa région métropolitaine.
La ville est située dans le sud-est de l’État, sur la rivière Tennessee, près de la frontière avec la Géorgie et à l'intersection de trois autoroutes inter-États. Les transports ont toujours constitué un important aspect du développement de la ville.
La ville est surtout connue pour le morceau de jazz Chattanooga Choo Choo par Glenn Miller (un swing de 1941 où les instruments de musique imitent les sifflets de train et la rotation des roues), mais elle a crû de manière significative depuis l'époque où elle était un nœud ferroviaire et un centre industriel.
La ville mène une politique environnementale visant à réduire la pollution de l'air héritée de son passé industriel. Les autorités de l’État ont introduit un test obligatoire d'émission de polluants pour tous les véhicules de moins de 4,7 t.

## Histoire

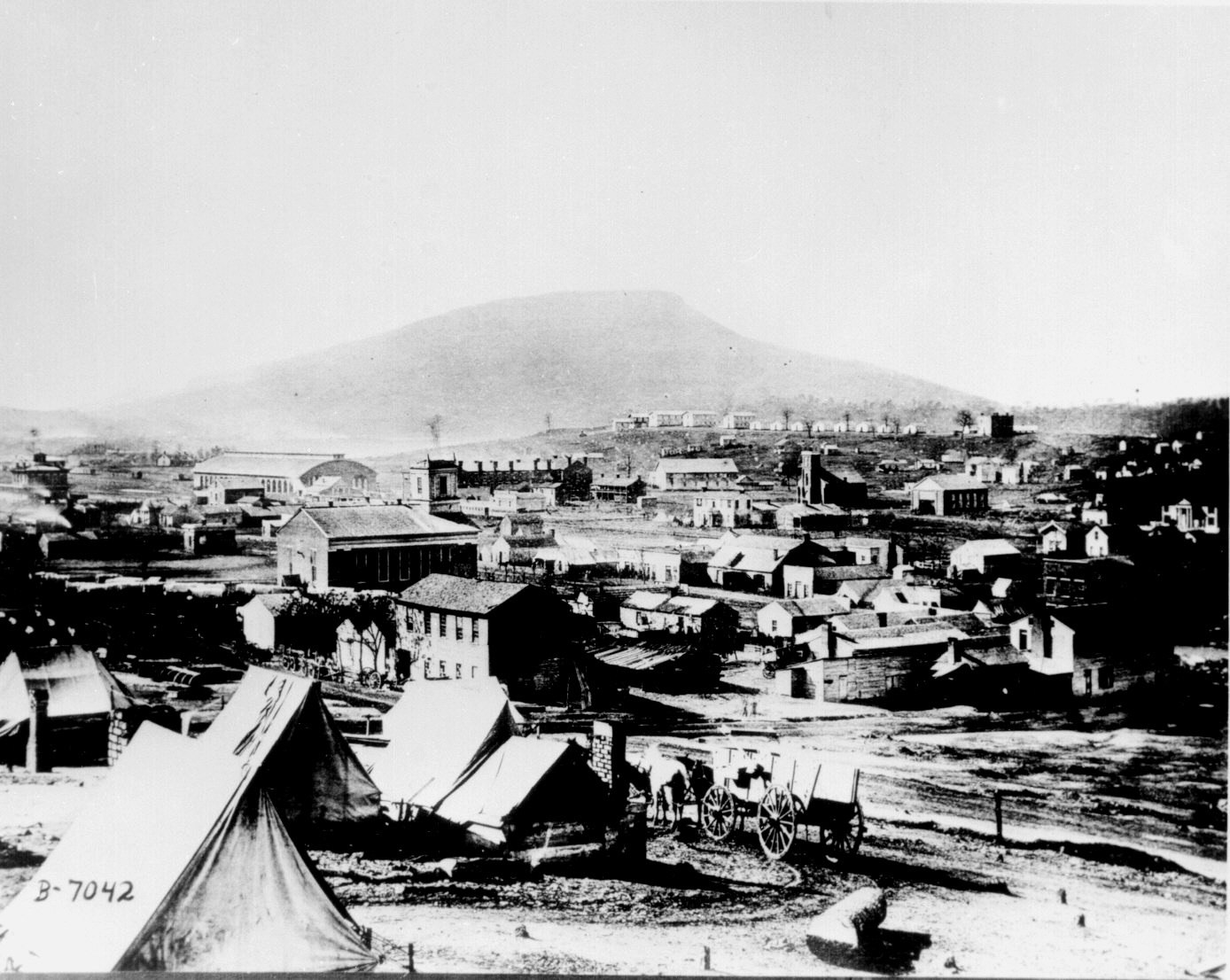
Chattanooga pendant la guerre de Sécession, 1864. Tentes de soldats et chariot d'intendance, à proximité du bâtiment communal. Le mont Lookout est visible en arrière-plan

Fondée à l'origine par le chef Cherokee John Ross sous le nom de Ross's Landing (« appontement de Ross ») en 1816 pour servir de centre d'échange à sa tribu, la localité fut renommée Chattanooga (« maisons de pierre » en muscogéen) en 1838, après la déportation sur la Piste des Larmes.
Durant la guerre de Sécession, le 23 novembre 1863, débuta la bataille de Chattanooga quand les forces de l'Union conduites par le général Ulysses S. Grant vinrent renforcer les troupes qui y étaient massées et contre-attaquèrent les troupes des États confédérés. Le lendemain, la bataille de Lookout Mountain fut menée à proximité. Ces mouvements furent suivis, le printemps suivant, par la campagne d'Atlanta qui débuta près de la proche frontière avec la Géorgie puis se déplaça vers le sud-est.
Chattanooga a reçu une reconnaissance nationale pour la préservation de son centre-ville historique et la réhabilitation des berges de sa rivière. Une des pierres angulaires de ce projet, mis en œuvre par le maire Bob Corker, a été la restauration du pont historique piétonnier de la rue Walnut.

## Démographie
| Groupe            | Chattanooga | Tennessee | États-Unis |
| ----------------- | ----------- | --------- | ---------- |
| Blancs            | 58,0        | 77,6      | 72,4       |
| Afro-Américains   | 34,9        | 16,7      | 12,6       |
| Autres            | 2,8         | 2,2       | 6,2        |
| Métis             | 2,8         | 1,7       | 2,9        |
| Asiatiques        | 2,0         | 1,4       | 4,8        |
| Amérindiens       | 0,4         | 0,3       | 0,9        |
| Océaniens         | 0,1         | 0,1       | 0,2        |
| Total             | 100         | 100       | 100        |
|                   |             |           |            |
| Latino-Américains | 5,5         | 4,6       | 16,7       |

Selon l’American Community Survey pour la période 2010-2014, 92,96 % de la population âgée de plus de 5 ans déclare parler l'anglais à la maison, 4,09 % déclare parler l'espagnol et 2,95 % une autre langue.

## Économie
Chattanooga possède un aéroport, Lovell Field (code AITA : CHA).
C'est à Chattanooga que se trouve le siège de la National Model Railroad Association, la fédération américaine des modélistes ferroviaires, ainsi que l'usine Volkswagen de Chattanooga.

## Transports
Dès 2012, la ville a mis en place son propre système de vélos en libre-service : le Bicycle Transit System comprend 33 stations et 300 vélos fournis par l'entreprise québécoise PBSC Solutions Urbaines,.

## Galerie photographique

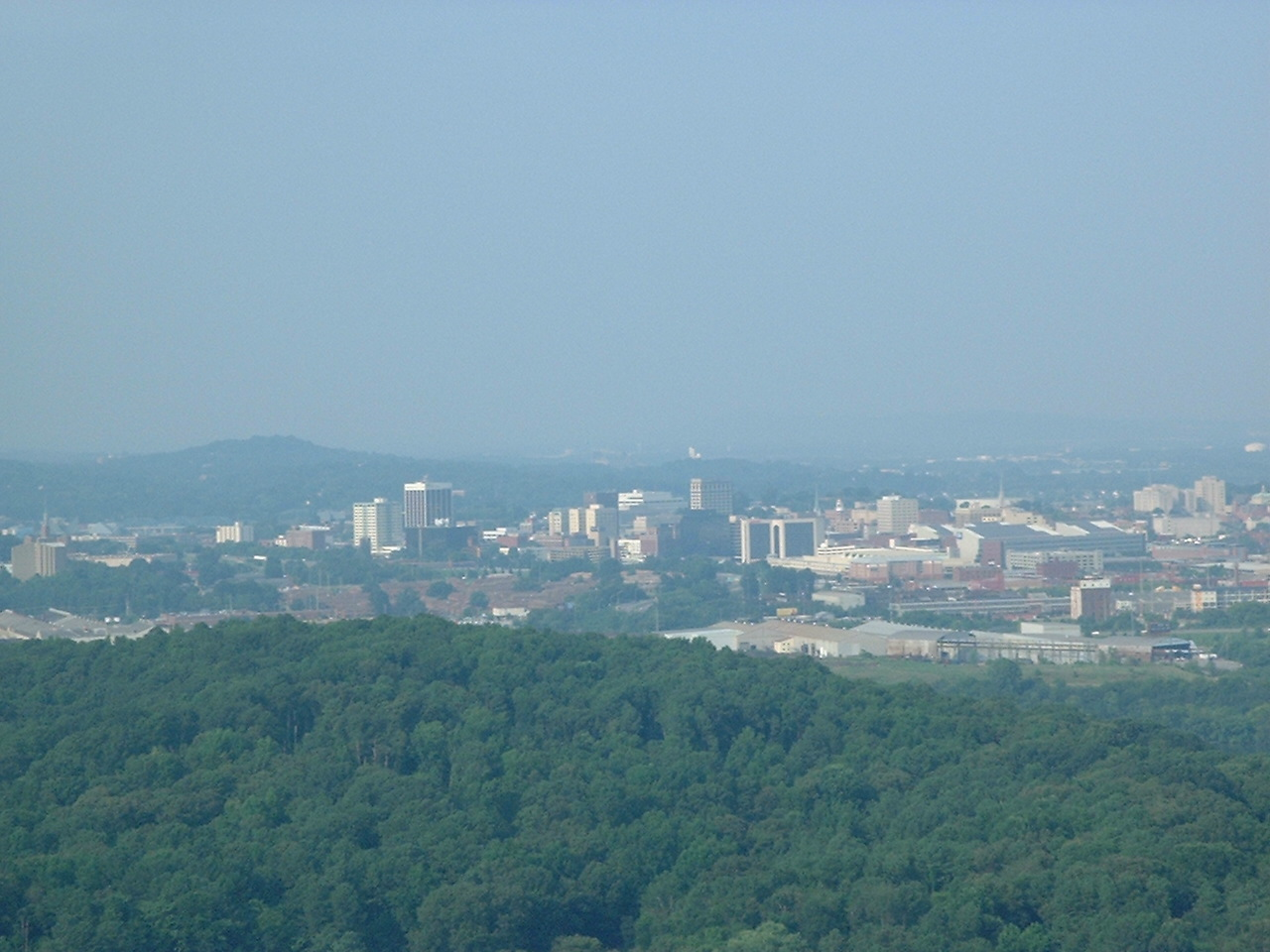
Vue de Chattanooga.